# Once in a Lifetime: the Extraordinary Story of the New York Cosmos
Once in a Lifetime: the Extraordinary Story of the New York Cosmos es una película documental sobre el New York Cosmos, uno de los clubes más famosos de fútbol de todos los tiempos en la liga Americana de Fútbol profesional NASL de los Estados Unidos
La película vio la luz el 7 de julio de 2006 en la Ciudad de Nueva York. Miramax distribuyó la película en una edición limitada.  
La película combina la narración de actor veterano Matt Dillon con entrevistas con muchos de los jugadores estrella legendarios del equipo (con la excepción notable de Pelé) y el metraje del equipo en la North American Soccer League durante los tardíos años 1970 y tempranos años 1980.
La película fue distribuida con un libro , Once in a Lifetime: The Incredible Story of the New York Cosmos (ISBN 0-8021-4288-5), escrito por Gavin Newsham y distribuido en 2006.

## Banda sonora de la película
- 4hero - Les Fleur
- Art Jerry Miller - Grab a Handful
- The Commodores - Machine Gun
- Creative Source - Who is He and What is He To You?
- David Holmes - Gritty Shaker
- Dinah Washington  - Is You Is or Is You Aint My Baby? (Rae n' Christian mix)
- Donna Summer - I Feel Love
- Fila Brazillia - President Chimp Toe
- Free Association - Sugar Man
- The Jackson Sisters - I Believe In Miracles
- The Jam - Precious
- James Brown - The Boss
- John Miles - Highfly
- Jr. Walker & The All Stars - Nothing But Soul
- Jr. Walker & The All Stars - Right On Brothers and Sisters
- Jr. Walker & The All Stars - Walk in the Night
- KansasCali - U Gotta Fight!
- Kool & The Gang - Dujii
- Kool & The Gang - Summer Madness
- The Love Unlimited Orchestra ( see Barry White ) - Strange Games & Things
- Maceo And The Macks ( see Maceo Parker ) - Cross The Tracks (We Better Go Back)
- The Main Ingredient - Everybody Plays the Fool
- Marlena Shaw - Woman Of The Ghetto
- The Osmonds - Crazy Horses
- Parliament (band) - Supergroove...
- The Penfifteen Club - Disco MF
- The Pretenders - The Wait
- Primal Scream - Rocks
- Sparks (band) - This Town Ain't Big Enough for the Both of Us
- Steely Dan - Showbiz Kids
- Steely Dan - Dirty Work
- Sweet Charles - Yes it's You
- The Supremes - He's My Man
- Velvet Revolver - Money